# Lindernia congesta
Lindernia congesta é uma espécie botânica do gênero Lindernia pertencente à família Linderniaceae.